# 波斯歐白魚
波斯歐白魚（学名：Alburnus sellal）為輻鰭魚綱鯉形目雅羅魚科歐白魚屬的其中一種，分布於亞洲土耳其、敘利亞奧龍特河、底格里斯河、幼發拉底河及波斯灣東部淡水、半鹹水流域，體長可達11公分，棲息在河川底中層水域，生活習性不明。

## 扩展阅读
維基物種上的相關：波斯歐白魚